# Aleurothrixus miconiae
Aleurothrixus miconiae là một loài côn trùng cánh nửa trong họ Aleyrodidae, phân họ Aleyrodinae.
Aleurothrixus miconiae được Hempel miêu tả khoa học đầu tiên năm 1922.